# B. Gratz Brown

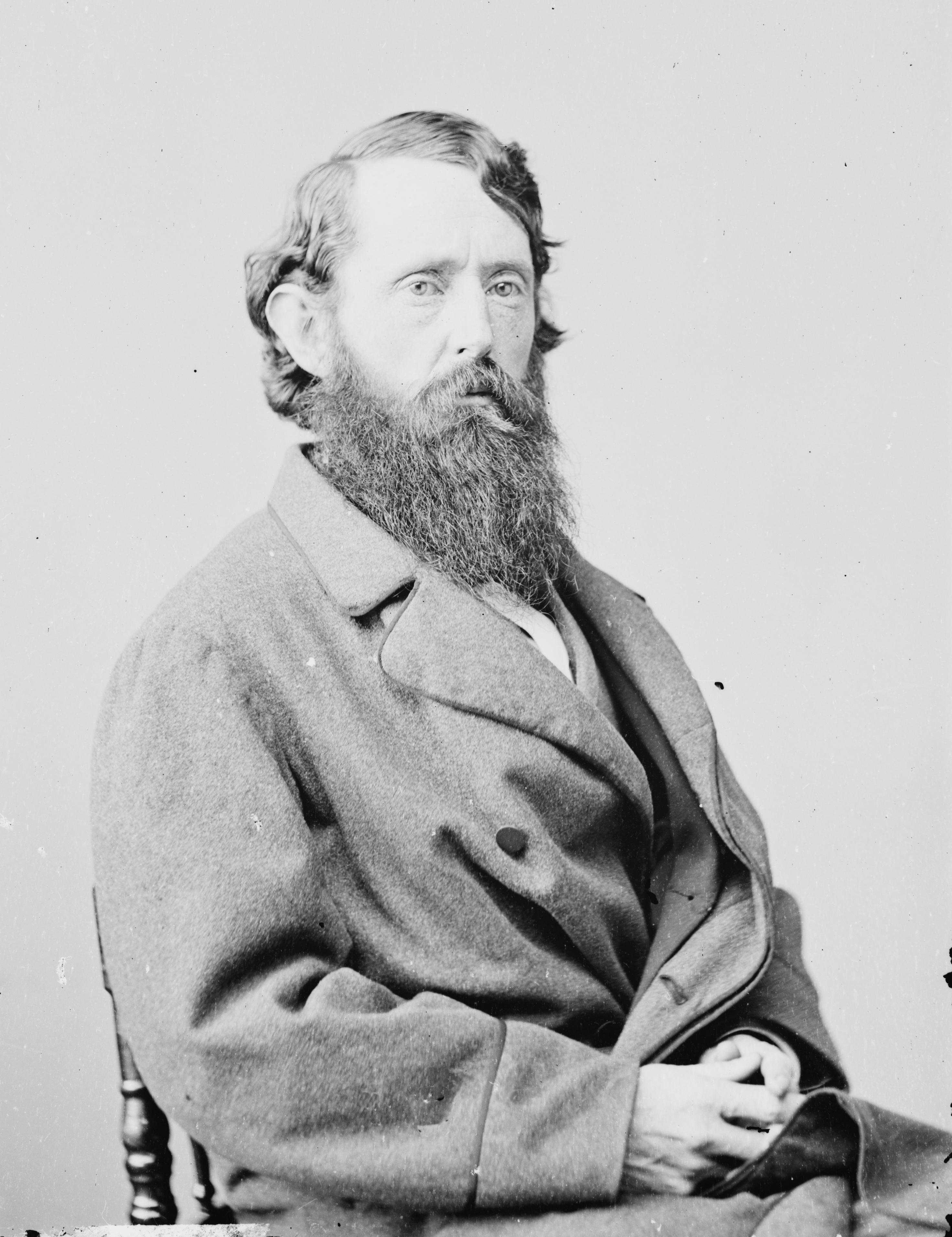
B. Gratz Brown

Benjamin Gratz Brown (* 28. Mai 1826 in Lexington, Kentucky; † 13. Dezember 1885 in Kirkwood, Missouri) war ein US-amerikanischer Politiker und von 1871 bis 1873 der 20. Gouverneur von Missouri.

## Frühe Jahre
Benjamin Brown besuchte bis 1845 die Transylvania University und dann bis 1847 die Yale University. Anschließend studierte er bis 1849 an der Louisville Law School Jura. Danach übte er seinen neuen Beruf in St. Louis in Missouri aus.

## Politischer Aufstieg
Zwischen 1852 und 1858 war Brown Abgeordneter im Repräsentantenhaus von Missouri. Gleichzeitig war er im Zeitungsgeschäft tätig. Zwischen 1854 und 1865 gab er die Zeitung „Missouri Democrat“ heraus. Im Jahr 1857 bewarb er sich erfolglos um das Amt des Gouverneurs von Missouri. Als Gegner der Sklaverei wurde Brown Mitglied der Republikanischen Partei, von der er sich aber später wieder trennte. Danach schloss er sich der kurzlebigen Liberalrepublikanischen Partei an. Zu Beginn des Bürgerkrieges diente er als Offizier in der Unionsarmee. Zwischen 1863 und 1867 vertrat er seinen Staat im US-Senat. Dort war er ein Gegner der Rekonstruktionspolitik des neuen Präsidenten Andrew Johnson. Am 8. August 1870 wurde er zum neuen Gouverneur seines Staates gewählt.

## Gouverneur von Missouri
Benjamin Brown trat sein neues Amt am 4. Januar 1871 an. In seiner Amtszeit gingen einige vom Staat mitfinanzierte Eisenbahngesellschaften in Konkurs. An der University of Missouri wurden Frauen in allen Bereichen zugelassen. Außerdem wurde in diesen Jahren sowohl eine medizinische als auch eine juristische Fakultät an dieser Universität gegründet. 1872 kandidierte Brown für seine Partei an der Seite von Horace Greeley erfolglos für das Amt des US-Vizepräsidenten.

## Weiterer Lebenslauf
Nach dem Ende seiner zweijährigen Amtszeit im Januar 1873 zog sich Brown aus der Politik zurück und arbeitete als Rechtsanwalt. Er starb am 13. Dezember 1885. Mit seiner Frau Mary Ginn hatte er sieben Kinder.